# Liste der denkmalgeschützten Objekte in Ehrwald
Die Liste der denkmalgeschützten Objekte in Ehrwald enthält die 13 denkmalgeschützten, unbeweglichen Objekte der Gemeinde Ehrwald.

## Denkmäler
| Foto |                 | Denkmal | Standort                                             | Beschreibung | Metadaten |
| ---- | --------------- | --- | ---------------------------------------------------- | --- | --- |
| ja   | Datei hochladen | Außerfernbahn – Aufnahmsgebäude Ehrwald und Gütermagazin Ehrwald HERIS-ID: 11792 Objekt-ID: 7908 TKK: 33421, 33420                   | Bahnhof Umgebung 1 Standort KG: Ehrwald              | Das Aufnahmsgebäude wurde 1913 im Zuge des Baus der Außerfernbahn errichtet und in der zweiten Hälfte des 20. Jahrhunderts stark verändert. Der langgestreckte, zweigeschoßige Bau weist ein hohes Mansardendach und auf der Bahnsteigseite einen gedeckten Gang auf. Das südlich an das Aufnahmsgebäude anschließende Gütermagazin wurde zur selben Zeit als Fachwerkbau über rechteckigem Grundriss mit abgewalmtem Satteldach errichtet. | BDA-Hist.: Q38112659 Status: Bescheid Stand der BDA-Liste: 2025-06-30 Name: Außerfernbahn – Aufnahmsgebäude Ehrwald und Gütermagazin Ehrwald GstNr.: 3154/3 Aufnahmsgebäude und Gütermagazin Ehrwald                              |
| ja   | Datei hochladen | Alte Steinbrücke über die Loisach HERIS-ID: 84591 Objekt-ID: 98720 TKK: 115579                                                       | Bahnhof Umgebung 2, in der Nähe Standort KG: Ehrwald | Die gemauerte Bogenbrücke über die Loisach stammt vermutlich aus dem 16. Jahrhundert, um 1900 wurde sie im Zuge der Uferregulierung ausgebessert. | BDA-Hist.: Q38183267 Status: § 2a Stand der BDA-Liste: 2025-06-30 Name: Alte Steinbrücke über die Loisach GstNr.: 3127/1, 3059 |
| ja   | Datei hochladen | Kapelle hl. Josef HERIS-ID: 64257 Objekt-ID: 76964 TKK: 25224                                                                        | gegenüber Große Gasse 23 Standort KG: Ehrwald        | Die Fassade der um 1750 erbauten Kapelle zeigt ein Fresko des heiligen Josef. | BDA-Hist.: Q38106019 Status: § 2a Stand der BDA-Liste: 2025-06-30 Name: Kapelle hl. Josef GstNr.: .50 Josefskapelle, Ehrwald |
| ja   | Datei hochladen | Wohnhaus, ehem. Spinnhof, Haus Erika HERIS-ID: 64260 Objekt-ID: 76967 TKK: 33424                                                     | Innsbrucker Straße 22 Standort KG: Ehrwald           | Der Baukern des Spinnhofes stammt vermutlich aus dem 19. Jahrhundert, um 1900 wurde Haus Erika angebaut. Von 1950 bis 1954 diente das Haus als Sommersitz des Dirigenten Clemens Krauss. Der zweigeschoßige Mauerbau aus zwei im rechten Winkel zueinander gestellten Gebäudeteilen weist eine aufwändig gestaltete, bis in das Dachgeschoß reichende Holzveranda und Balkone auf. An den Fenstern befinden sich zweiflügelige Klappjalousien und -läden. | BDA-Hist.: Q38106100 Status: § 2a Stand der BDA-Liste: 2025-06-30 Name: Wohnhaus, ehem. Spinnhof, Haus Erika GstNr.: .307, .308 Spinnhof, Ehrwald                                                                                 |
| ja   | Datei hochladen | Kriegerdenkmal HERIS-ID: 64262 Objekt-ID: 76969 TKK: 25277                                                                           | gegenüber Kirchplatz 14 Standort KG: Ehrwald         | Das Kriegerdenkmal zum Gedenken an die Gefallenen und Vermissten beider Weltkriege wurde 1928 errichtet und nach dem Zweiten Weltkrieg erweitert. Auf einem hohen Steinsockel mit Inschriftentafel befindet sich die annähernd lebensgroße Bronzefigur Trauernde Mutter von Franz Josef Kranewitter. | BDA-Hist.: Q38106156 Status: § 2a Stand der BDA-Liste: 2025-06-30 Name: Kriegerdenkmal GstNr.: .1027 Kriegerdenkmal, Ehrwald |
| ja   | Datei hochladen | Kath. Pfarrkirche Unsere Liebe Frau Mariae Heimsuchung und Friedhof mit Aufbahrungshalle HERIS-ID: 55323 Objekt-ID: 63942 TKK: 25292 | gegenüber Kirchplatz 31 Standort KG: Ehrwald         | Die Pfarrkirche ist ein einheitlich barocker Bau; ihr Nordturm trägt eine Zwiebelhaube. Sie wurde 1728/29 an Stelle eines 1648 geweihten älteren Baus errichtet und im Jahr 1784 verlängert. Der Gemälde des Hochaltars wurde 1878 gestiftet. Das monumentale Fresko Christkönig an der Außenwand der Sakristei und die Deckengemälde im Chor und Langhaus wurden 1960 bzw. 1963 von Roman Fasser geschaffen. Der Friedhof um die Kirche wurde zugleich mit dieser 1648 angelegt und beherbergt zahlreiche schmiedeeiserne Kreuze. Die Einsegnungskapelle am nördlichen Ende wurde 1928 errichtet. | BDA-Hist.: Q38064685 Status: § 2a Stand der BDA-Liste: 2025-06-30 Name: Kath. Pfarrkirche Unsere Liebe Frau Mariae Heimsuchung und Friedhof mit Aufbahrungshalle GstNr.: .195, 1404, .894 Pfarrkirche Mariä Heimsuchung (Ehrwald) |
| ja   | Datei hochladen | Hotel Sonnenspitze HERIS-ID: 55322 Objekt-ID: 63941 TKK: 25229                                                                       | Kirchplatz 14 Standort KG: Ehrwald                   | Das zentral gelegene Hotel wurde 1914 anstelle eines 1913 abgebrannten Vorgängerbaus errichtet. Der dreigeschoßige Mauerbau mit abgewalmtem Satteldach und giebelseitig erschlossenem Mittelflurgrundriss weist charakteristische Elemente des Heimatstils auf. Die Fassaden sind mit unregelmäßig angeordneten Achsen und polygonalen Eckerkern gegliedert, das holzverschalte Giebelfeld weist eine geschwungene Blende auf. | BDA-Hist.: Q38064675 Status: Bescheid Stand der BDA-Liste: 2025-06-30 Name: Hotel Sonnenspitze GstNr.: .785/1 Hotel Sonnenspitze, Ehrwald                                                                                         |
| ja   | Datei hochladen | Widum HERIS-ID: 64263 Objekt-ID: 76970 TKK: 33419                                                                                    | Kirchplatz 30 Standort KG: Ehrwald                   | Das Widum neben der Kirche stammt im Kern aus der zweiten Hälfte des 17. Jahrhunderts. Der zweigeschoßige Mauerbau mit Satteldach ist giebelseitig über einen Mittelflurgrundriss erschlossen. Portal und Fensteröffnungen wurden 1983–1985 von Wolfgang Schennach mit Architekturmalerei umgeben. | BDA-Hist.: Q38106272 Status: § 2a Stand der BDA-Liste: 2025-06-30 Name: Widum GstNr.: .218 Widum Ehrwald |
| ja   | Datei hochladen | Ortskapelle hl. Martin im Holz HERIS-ID: 64248 Objekt-ID: 76955 TKK: 25222                                                           | gegenüber Martinsplatz 22 Standort KG: Ehrwald       | Die Kapelle auf einer unverbauten Grünfläche neben einer hohen Linde wurde vermutlich in der zweiten Hälfte des 16. Jahrhunderts errichtet, 1620 renoviert und 1832 erweitert. Der Mauerbau über rechteckigem Grundriss weist ein schindelgedecktes Satteldach, einen Rundchor und über dem Eingang einen Dachreiter mit oktogonalem Giebelspitzhelm auf. Das Innere ist flach gewölbt und mit einem umlaufenden Gesims versehen. | BDA-Hist.: Q38106009 Status: § 2a Stand der BDA-Liste: 2025-06-30 Name: Ortskapelle hl. Martin im Holz GstNr.: .150 Martinskapelle, Ehrwald                                                                                       |
| ja   | Datei hochladen | Kapelle hl. Anna HERIS-ID: 64258 Objekt-ID: 76965 TKK: 25225                                                                         | nördlich Schmiede 33 Standort KG: Ehrwald            | Die Kapelle am Nordende des Ortes wurde Mitte des 17. Jahrhunderts errichtet und nach ihrer Zerstörung im Jahr 1809 wieder aufgebaut. Im Inneren steht eine Figur der heiligen Anna selbdritt aus der Zeit um 1500. | BDA-Hist.: Q38106031 Status: § 2a Stand der BDA-Liste: 2025-06-30 Name: Kapelle hl. Anna GstNr.: .71 St. Anna (Ehrwald) |
| ja   | Datei hochladen | Hauptschule HERIS-ID: 64245 Objekt-ID: 76952 TKK: 33425                                                                              | Schulweg 4 Standort KG: Ehrwald                      | Das Gebäude wurde 1952–1954 als Volks- und Hauptschule errichtet, 1967 durch den Zubau der Volksschule, 1977 durch den Anbau des Turnsaaltraktes zum Schulzentrum erweitert. Der Kernbau aus den 1950er Jahren über rechteckigem Grundriss ist mit einem Satteldach gedeckt. An der Eingangsfassade befinden sich ein rundbogiges Portal und Wandgemälde von Wolfgang Schennach von 1973. | BDA-Hist.: Q38106000 Status: § 2a Stand der BDA-Liste: 2025-06-30 Name: Hauptschule GstNr.: 1402/1 Mittelschule Ehrwald |
| ja   | Datei hochladen | Pestkapelle HERIS-ID: 64259 Objekt-ID: 76966 TKK: 25227                                                                              | Standort KG: Ehrwald                                 | Die Kapelle im Gaistal am alten Pilgerweg nach Seefeld wurde nach 1856 errichtet. Das Altarbild von 1849 stellt die Entstehungslegende von 1634 dar, diese bezieht sich wohl auf einen anderen Kapellenbau. Der Kapellenbildstock über annähernd quadratischem Grundriss weist ein schindelgedecktes Satteldach und eine schmiedeeisenvergitterte Öffnung auf und ist von einem Holzzaun umgeben. | BDA-Hist.: Q38106048 Status: § 2a Stand der BDA-Liste: 2025-06-30 Name: Pestkapelle GstNr.: .771 Pestkapelle Ehrwald |
| ja   | Datei hochladen | Kapelle Ehrwalder Alm HERIS-ID: 77395 Objekt-ID: 91023 TKK: 25226                                                                    | Standort KG: Ehrwald                                 | Die kleine, gemauerte Kapelle mit Satteldach und rechteckigem Portal mit schmiedeeisernem Gitter wurde nach 1945 errichtet. Im Inneren beherbergt sie ein Madonnenrelief. | BDA-Hist.: Q38149169 Status: § 2a Stand der BDA-Liste: 2025-06-30 Name: Kapelle Ehrwalder Alm GstNr.: .773 |